# Стюарт, Джеймс (коммунист)
Джеймс Стюарт (ирл. James Stewart, широко известен как Джимми Стюарт (ирл. Jimmy Stewart); 23 ноября 1934, Баллимина, Северная Ирландия — 26 января 2013) — ирландский политик, генеральный секретарь, затем председатель Коммунистической партии Ирландии.

## Биография
Родился 23 ноября 1934 в Бэллимене в семье Флорри и Боба Стюартов. Учился в школе при Бэллименской академии, затем поступил в педагогический колледж в Странмиллисе. Здесь он встретил коммунистку Эдвину Мензис, родители которой Эдди и Сэди были одними из основателей Коммунистической партии Ирландии (КПИ). В 1954 Джимми и Эдвина женились, а в 1955 Джимми вступил в КПИ.
Работу учителем начал в школе Хэмсворт Скуэре, затем в школе Сомердэйл, где преподавал историю и искусства. Позднее стал кадровым работником КПИ и был им до своего уход на пенсию. В этот период он участвовал в выборах в Восточном Белфасте, работал редактором газеты КПИ «Единство» (Unity).
Вместе с Шоном Мэрреем разработал программу компартии «Путь Ирландии к социализму» (принята на 11-м съезде Коммунистической партии Северной Ирландии в 1962 году). Программа, в которой были изложены политическая стратегия и тактика КПСИ, способствовало появлению в середине 1960-х Ассоциации за гражданские права Северной Ирландии и организации рабочих для борьбы за демократические требования. Сыграл важную роль в деле воссоединения двух партий, Ирландской рабочей партии в Ирландской Республике и Коммунистической партии Северной Ирландии на севере, в результате которого была воссоздана единая Коммунистическая партия Ирландии.
Генеральный секретарь КПИ с 5 мая 1984 по 2002. Позднее национальный председатель КПИ.

## Семья
Дети Хелен и Мойя.